# Массовое убийство в Мойване
Массовое убийство в Мойване (нидерл. Bloedbad van Moiwana) — одно из самых известных и кровавых событий гражданской войны в Суринаме. Произошло 29 ноября 1986 года.

## Предыстория
25 февраля 1980 году в Суринаме был совершён военный переворот. Он был организован 34-летним старшим сержантом Дези Баутерсе, с помощью ещё 15 сержантов. Баутерсе стал править Суринамом как глава созданного им Национального Военного Совета (присвоив себе воинское звание подполковника — высшее в суринамской армии). Он распустил парламент, отменил конституцию и ввёл в стране чрезвычайное положение.
В 1986 в Суринаме началась партизанская война против режима Баутерсе. Её организовал телохранитель Баутерсе Ронни Брюнсвийк, он был одним из 15 сержантов, участвовавших в перевороте под руководством Баутерсе. Брюнсвийк после переворота не был повышен в звании, поэтому он, будучи мароном («лесным негром») обвинил режим Баутерсе (креола-мулата) в расизме и создал из «лесных негров» партизанские отряды, активно действовавших на востоке Суринама.

## История
29 ноября 1986 года Вооружённые силы Суринама заняли родную деревню лидера повстанцев Брюнсвийка — Мойвану, населённую маронами. Военные получили информацию, что Брюнсвийк находится в деревне. Не найдя Ронни Брюнсвийка и его боевиков военные начали пытать местных жителей, а потом расстреляли по разным данным от 39 до 50 человек, в том числе женщин и детей.
Так как солдаты не смогли найти Брюнсвийка, то они сожгли его дом и многие дома мирных жителей.

## Последствия
Массовое убийство в Мойвана вызвала массовое бегство лесных негров (около 5 тыс. человек) в соседнюю Французскую Гвиану, где они жили в лагерях для беженцев до начала 90-х и лишь потом вернулись на родину.
В Суринаме была создана неправительственная правозащитная организация «Moiwana’86», деятельность которой была посвящена защите прав человека в Суринаме. По требованию этой организации 15 августа 2005 года Межамериканский суд по правам человека осудил правительство Суринама за этот инцидент. 15 июля 2006 года тогдашний президент Суринама Рональд Венетиана от имени государства принёс свои извинения пострадавшим в этой трагедии. В настоящее время участники резни не преследуются по закону.